# Högendiskyrka
En högendiskyrka är den medeltida norska beteckningen på en stormans privata kyrka (gårdskyrka) eller kapell, byggd på hans egen mark. Enligt den norska Borgartingslagen eller Vikens Christenret var rikets kyrkor av tre slag: 
- Fylkeskyrkor

- Häradskyrkor

- Högendiskyrkor

Sockenkyrkor nämns inte; orsaken var sannolikt att socknar vid denna tid ännu inte hade fullt utvecklats i Norge. 
Högendis härleds från isländskans hœgindi = bänkkudde, ett ord som senare gav det svenska ordet hyende, en poetisk eller ålderdomlig beteckning även för dyna. 
Ordet leder tankarna till bekvämlighet. 
En högendiskyrka var således privatägd och utnyttjades av en privatman och dennes familj, för deras ”bekvämlighets” skull. Sådana kyrkor i enskild ägo och uppförda på privat mark var vanliga under den första kristna tiden i Skandinavien. 
Lagen innehöll även bestämmelser om hur det skulle förfaras om ägaren inte underhöll den utan lät den förfalla – efter upprepade försummelser och påpekanden skulle den gård som kyrkan var uppförd på tillfalla kungen.